# Förverkande
Förverkande är en juridisk term som innebär att en domstol förklarar det utbyte (den vinst) som uppkommit genom brott förverkat och egendom som förklarats förverkad eller dess värde tillfaller staten. Även den egendom som använts som hjälpmedel vid brott kan förklaras förverkad. Har någon tagit emot ersättning för kostnader i samband med brott kan även ersättningen förklaras förverkad enligt 36 kap. 1 § brottsbalken. Beslagtagen egendom kan förverkas genom beslut av åklagare. Om det rör betydande belopp ska förverkande prövas av domstol.
Döms någon för ett brott för vilket är föreskrivet fängelse i fyra år eller mer och har brottet varit av beskaffenhet att kunna ge utbyte, ska egendom förklaras förverkad, om det framstår som klart mera sannolikt att den utgör utbyte av brottslig verksamhet än att så inte är fallet,  så kallat utvidgat förverkande. Detta innebär att om stora summor i kontanter påträffas hos någon som dömts för smuggling av narkotika eller koppleri så kan kontanterna förklaras förverkade. Samma gäller om smugglaren saknar arbete men äger en lyxbil.
Förverkande kan också ske av föremål som kan vara verktyg vid brott, såsom vapen, kofot, hembränningsapparat eller utrustning för sedelförfalskning. Radioaktiva ämnen eller tekniska anordningar som varit föremål för brott enligt strålskyddslagen eller deras värde samt utbyte av sådant brott ska förklaras förverkade, om det inte är uppenbart oskäligt.
Djur, växter, produkter som utvunnits av djur eller växter, utbrutet material vid täktverksamhet, kemiska produkter, biotekniska organismer eller varor innehållande kemiska produkter eller genetiskt modifierade organismer eller produkter som innehåller eller består av genetiskt modifierade organismer, vilka har varit föremål för brott enligt miljöbalken får förklaras förverkade, om det inte är uppenbart oskäligt. Förverkande kan även ske av avbildningar, beskrivningar och mätuppgifter avseende skyddsobjekt. Förverkande får ske hos gärningsmannen eller den som medverkat eller den som förvärvat egendomen genom bodelning, arv, testamente eller gåva.
Utbyte av terroristbrott ska förklaras förverkat om det inte är uppenbart oskäligt. Även hjälpmedel och sådant som frambringats genom sådant brott som till exempel förfalskade sedlar eller andra värdehandlingar kan förklaras förverkade.

## Fotnoter
1. ↑  36 kap. 2 § Brottsbalken (1962:700)
2. ↑  36 kap. 1 § Brottsbalken (1962:700)
3. ↑  3 § Lag (1986:1009) om förfarandet i vissa fall vid förverkande m.m.
4. ↑  36 kap. 1b § Brottsbalken (1962:700)
5. ↑  36 kap. 3 § Brottsbalken (1962:700)
6. ↑  9 kap. 8 § Strålskyddslagen (2018:396)
7. ↑  29 kap. 12 § Miljöbalken (1998:808)
8. ↑  32 § Skyddslagen (2010:305)
9. ↑  36 kap. 5a § Brottsbalken (1962:700)
10. ↑  6 § Lag (2003:148) om straff för terroristbrott
11. ↑  7 § Lag (2003:148) om straff för terroristbrott